# Heterocaria papuana
Heterocaria papuana is een keversoort uit de familie lieveheersbeestjes (Coccinellidae). De wetenschappelijke naam van de soort is voor het eerst geldig gepubliceerd in 1943 door Timberlake.